# Sonny Rhodes
Sonny Rhodes, geboren als Clarence Edward Smith (Smithville (Texas), 3 november 1940 - 14 december 2021), was een Amerikaanse bluesmuzikant (zang, basgitaar, steelgitaar).

## Biografie
Rhodes werd als zesde en laatste kind geboren van een pachtersechtpaar in Smithville. Zijn eerste gitaar kreeg hij op 8-jarige leeftijd met Kerstmis, maar pas op 12-jarige leeftijd begon hij zich voor de blues te interesseren. Eind jaren 1950 trad hij met zijn eerste band Clarence Smith & the Daylighters op in Smithville en het nabijgelegen Austin. Als zijn muzikale invloeden noemde hij T-Bone Walker, Pee Wee Crayton en B.B. King. Na beëindiging van de middelbare school ging hij naar de United States Navy, waar hij was gestationeerd in Californië. Hier werkte hij bij de radio en als diskjockey op de marineschepen. Tijdens deze periode leerde hij basgitaar spelen, waarop hij ook speelde als begeleidingsmuzikant van Freddie King en Albert Collins. Na zijn marinetijd nam hij albums op voor verschillende platenlabels, waaronder ook zijn eigen Rhodesway Records. In 1976 kwam hij naar Europa en nam platen op bij verschillende labels, maar was niet echt succesvol. In 1989 speelde hij voor de documentaire Living Texas Blues zijn Cigarette Blues.

## Andere werken
- Rhodes nam de titelmelodie (The Ballad of Serenity) op voor de Amerikaanse tv-serie Firefly.
- Zes keer trad hij op tijdens het San Francisco Blues Festival, tijdens het Musicamdo Jazz and Blues Festival in 2005 en het Fresno Blues Festival in 2007.

## Onderscheidingen
Elf nominaties voor de Blues Music Awards

## Discografie
- 1991: Disciple of the Blues
- 1992: Livin' Too Close to the Edge
- 1994: The Blues Is My Best Friend
- 1995: Just Blues
- 1996: Won't Rain in California
- 1996: Out of Control
- 1997: I Don't Want My Blues Colored Bright
- 1997: Born to Be Blue
- 1997: In Europe
- 1999: Blue Diamond
- 2001: Good Day to Sing & Play the Blues
- 2009: I'm Back Again Feelin' Good

- Bibliothèque nationale de France: cb13940919v (data)
- Gemeinsame Normdatei: 135427452
- International Standard Name Identifier: 0000 0000 3717 8428
- Library of Congress Control Number: n87108396
- MusicBrainz: 3a9a08a6-3f3f-43b1-b6e2-b22dec82bcf9
- Virtual International Authority File: 3978810
- WorldCat: E39PBJtmBhtXH8qp6cyDVgbfMP